# José da Silva Maia (Brasil)
José da Silva Maia (1811 — 1893) foi um político brasileiro.
Foi vice-presidente da província do Maranhão, exercendo a presidência interinamente três vezes, de 4 de abril a 16 de junho de 1869, de 29 de março a 28 de outubro de 1870, e de 19 de maio a 29 de agosto de 1871.
Em sua homenagem há a Alameda Silva Maia, uma das principais praças de São Luís. Também tem um dos bustos que homenageiam escritores maranhenses na Praça do Pantheon.